# Assemblea Costituente

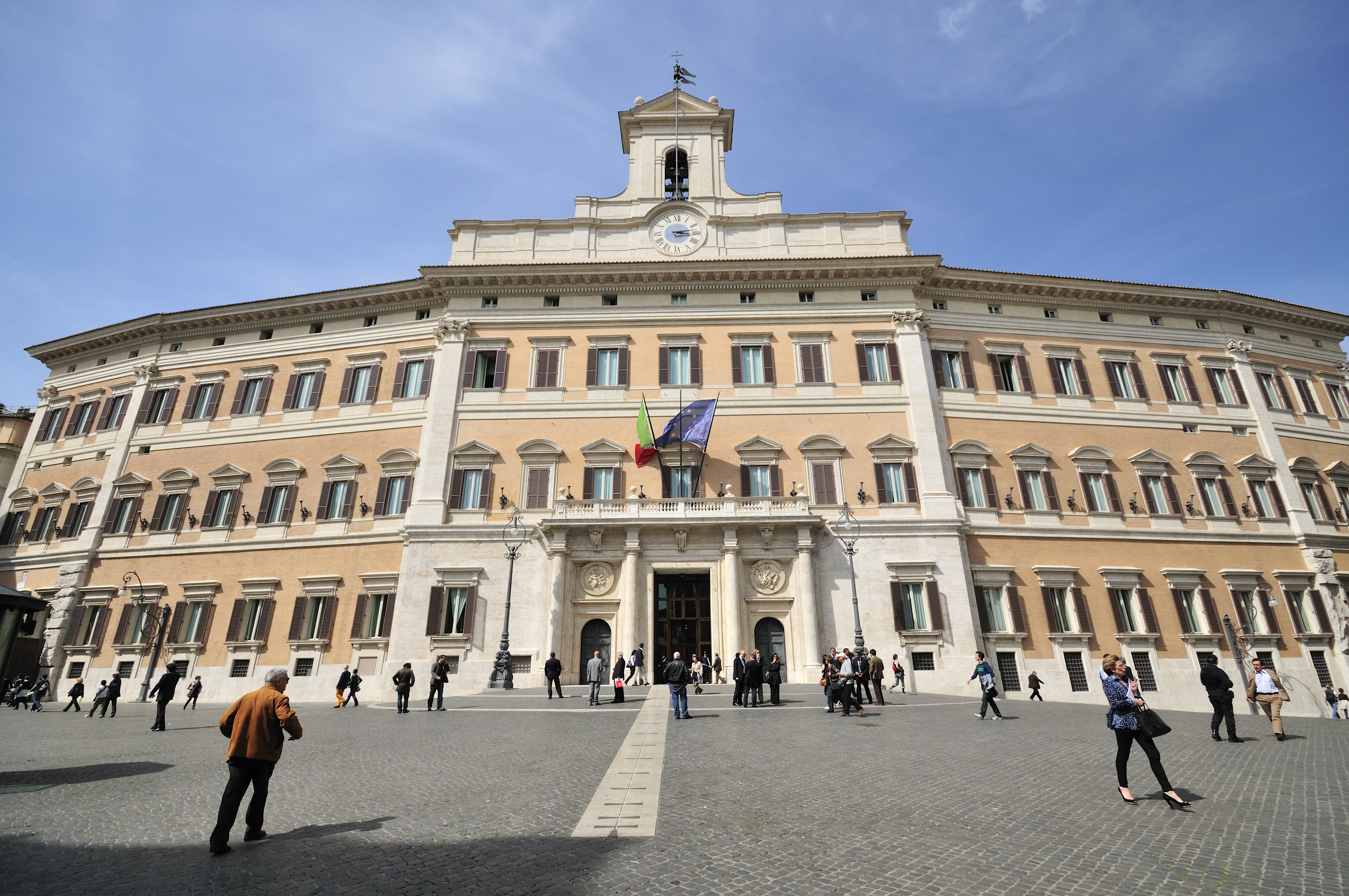
Palazzo Montecitorio

Die Assemblea Costituente war die Verfassunggebende Versammlung der Italienischen Republik. Die Versammlung wurde am 2. und 3. Juni 1946 gewählt und tagte zwischen dem 25. Juni 1946 und dem 31. Januar 1948 im Palazzo Montecitorio in Rom.
Am 2. und 3. Juni 1946 wurde in einem Referendum auch über die künftige Staatsform entschieden, wobei die Monarchie das Nachsehen hatte. Der 2. Juni ist bis heute der Nationalfeiertag Italiens.
Bei der Assemblea Costituente handelte es sich um ein Einkammerparlament mit den üblichen gesetzgeberischen und ratifizierenden Kompetenzen einer regulären Volksvertretung. Sie wählte ein vorläufiges Staatsoberhaupt. Die von diesem ernannten Regierungen waren vom Vertrauen der Verfassunggebenden Versammlung abhängig.
Von den 556 Mitgliedern der Versammlung bildeten 75 den sogenannten „Ausschuss für die Verfassung“ (Commissione per la Costituzione – Commissione dei 75), die den Verfassungsentwurf für die neue Republik ausarbeitete. Das Plenum der Assemblea Costituente nahm die Verfassung am 22. Dezember 1947 an.
Auf der Grundlage der am 1. Januar 1948 in Kraft getretenen Verfassung wurde am 18. April 1948 das erste Parlament der Italienischen Republik gewählt.

## Hintergrund
Das faschistische Regime des Regierungschefs Benito Mussolini hatte ab 1925 die Verfassungsordnung des Statuto Albertino von 1848 und das etablierte parlamentarische Regierungssystem ausgehöhlt oder abgeschafft. Nach dem verlorenen Zweiten Weltkrieg und dem Waffenstillstand von Cassibile blieb das Königreich Italien trotz der alliierten Besetzung bestehen.
Nach dem Ende des faschistischen Regimes bestand in Italien ein weitgehender Konsens über die Notwendigkeit einer neuen Verfassung. Die Frage der künftigen Staatsform spaltete die italienische Gesellschaft jedoch tief.

## Consulta Nazionale
Die zwischen 1944 und 1946 unter der Aufsicht der Alliierten vom italienischen Monarchen ernannten Regierungen regierten im Rahmen der Vorgaben der  Besatzungsmächte ohne gewähltes Parlament. Um diesen Missstand bis zur Wahl einer Volksvertretung zu begrenzen, wurde mit einem Dekret vom 5. April 1945 das Beratungsgremium Consulta Nazionale geschaffen. Die zunächst rund 300, später dann etwa 430 Mitglieder der Consulta wurden vorwiegend von den antifaschistischen Parteien entsandt, die das Nationale Befreiungskomitee bildeten. Vertreten waren aber auch Gewerkschaften, kulturelle Organisationen, Berufsverbände und Veteranen der Resistenza. Den Vorsitz hatte der ehemalige Außenminister Carlo Sforza.
Die Consulta Nazionale tagte zwischen dem 25. September 1945 und dem 10. Mai 1946 im Palazzo Montecitorio in Rom. Es bestanden zehn ständige Fachausschüsse. Die Consulta schuf die Grundlagen für die Wahlen am 2. und 3. Juni 1946, bei denen erstmals in Italien auch Frauen wählen durften. Die offizielle Auflösung der Consulta Nazionale erfolgte am 24. Juni 1946, einen Tag vor der konstituierenden Sitzung der Assemblea Costituente.

## Assemblea Costituente
- PCI: 104
- PSIUP: 115
- PdA: 7
- PRI: 23
- Sonst.: 13
- DC: 207
- UDN: 41
- BNL: 16
- UQ: 30

Die Verfassunggebende Versammlung wurde auf der Grundlage eines reinen Verhältniswahlsystems gewählt. Da in den Provinzen Bozen, Görz, Triest, Pola, Fiume und Zara wegen der Nachkriegslage keine Wahlen stattfinden konnten, wurden von den ursprünglich vorgesehenen 573 Sitzen nur 556 vergeben. Die Wahlbeteiligung lag bei knapp 90 Prozent. Zu den stärksten Parteien zählten die Democrazia Cristiana (DC) mit über 35 Prozent und 207 Sitzen, die sozialistische PSIUP mit über 20 Prozent und 115 Sitzen und die Kommunistische Partei (PCI) mit knapp 19 Prozent und 104 Sitzen.
Am 25. Juni 1946 wurde Giuseppe Saragat (PSIUP) zum Präsidenten der Assemblea Costituente gewählt. Vom 8. Februar 1947 bis zum 31. Januar 1948 hatte Umberto Terracini (PCI) dieses Amt inne.
Am 28. Juni 1946 wählte die Versammlung den liberalen Politiker Enrico De Nicola zum vorläufigen Staatsoberhaupt.
Ministerpräsident Alcide De Gasperi trat mit seiner ersten Regierung nach der Wahl der Assemblea Costituente und des vorläufigen Staatsoberhaupts am 1. Juli 1946 zurück, erhielt aber wiederum den Auftrag zur Regierungsbildung. Die Kabinette De Gasperi II und III stützten sich in der Verfassunggebenden Versammlung auf große Koalitionen. De Gasperis zweites Kabinett musste im Februar 1947 wegen der Spaltung des PSIUP zurücktreten, sein drittes Kabinett im Mai 1947, weil die Vereinigten Staaten den Ausschluss von Kommunisten und Sozialisten aus der Regierung forderten. De Gasperis viertes Kabinett blieb dann bis nach den Parlamentswahlen im April 1948 im Amt.
Mangels Verfassung erfolgte die Kontrolle der Regierung und die sonstige parlamentarische Tätigkeit auf der Grundlage der Prinzipien des Statuto Albertino und der liberalen parlamentarischen Tradition bis 1924. Neben der Ausarbeitung der neuen Verfassung waren die Ratifikation des Pariser Friedensvertrages und die Haushaltsgesetze für 1947 und 1948 von besonderer Bedeutung.

## Commissione dei 75
Die Assemblea Costituente entsprach in Aufbau und Struktur einem demokratischen Parlament mit Abgeordneten, Präsidium, Fraktionen und Ausschüssen. Der besondere Ausschuss für die Verfassung, nach der Zahl der Mitglieder auch „Ausschuss der 75“ genannt, sollte die neue republikanische Verfassung ausarbeiten.
Der Ausschuss wurde am 15. Juli 1946 gebildet und von dem ehemaligen Minister und Staatsratspräsidenten Meuccio Ruini geleitet. Der Ausschuss untergliederte sich in drei Unterausschüsse. Umberto Tupini (DC) leitete den Unterausschuss, der den Abschnitt über Rechte und Pflichten der Bürger erarbeitete. Den Unterausschuss Staatsaufbau leitete Umberto Terracini (PCI), den Unterausschuss wirtschaftliche und soziale Beziehungen Gustavo Ghidini (PSIUP). Darüber hinaus bestand ein 18-köpfiges Redaktionskomitee, das die Arbeit der drei Unterausschüsse koordinierte und den Verfassungsentwurf in seiner Gesamtheit zusammenstellte.
Die Arbeit des Ausschusses der 75 dauerte bis zum 1. Februar 1947. Danach beriet das Plenum unter dem Vorsitz von Umberto Terracini den Verfassungsentwurf und verabschiedete ihn am 22. Dezember 1947.
Für die Erarbeitung der republikanischen Verfassung waren anfangs acht Monate vorgesehen. Wegen zusätzlichem Diskussionsbedarf wurde dieser Zeitraum per Verfassungsgesetz verlängert. Anfang 1948 genehmigte die Assemblea Costituente noch die Verfassungen der autonomen Regionen Sizilien, Sardinien, Aostatal und Trentino-Südtirol, die von den dortigen Gremien (Consulta regionale) ausgearbeitet worden waren.

## Sonstiges
Seit dem Tod von Emilio Colombo am 24. Juni 2013 ist keines der Mitglieder der Assemblea Costituente mehr am Leben.